# San Martín de Valdeiglesias
San Martín de Valdeiglesias es un municipio y localidad española perteneciente a la Comunidad de Madrid. El término municipal, situado en el extremo occidental de la comunidad autónoma, lindando con las provincias de Ávila y Toledo, tiene una población de 9159 habitantes (INE 2024).

## Geografía
El centro de la población dista 68 km de la capital provincial. Está ubicado en las proximidades del pantano de San Juan, sobre el río Alberche, situado en la Sierra Oeste (Comarca Sur-Occidental) de la Comunidad de Madrid a 676 m sobre el nivel del mar.
Da nombre a la hoja 557 del Mapa Topográfico Nacional de España (escala 1:50.000), muy mejorada en la edición del año 2000. En Madrid limita con los municipios de Cadalso de los Vidrios, Pelayos de la Presa, Villa del Prado, Aldea del Fresno y Navas del Rey. En Ávila limita con El Tiemblo, Navahondilla y Cebreros. En Toledo limita por el sur con Almorox.
| Noroeste: Cebreros                                      | Norte: Cebreros                         | Nordeste: Navas del Rey                             |
| Oeste: El Tiemblo (Ávila)                               |                                         | Este: Pelayos de la Presa (enclave) y Navas del Rey |
| Suroeste: Navahondilla (Ávila) y Cadalso de los Vidrios | Sur: Almorox (Toledo) y Villa del Prado | Sureste: Aldea del Fresno                           |

Aparte del pueblo de San Martín de Valdeiglesias, en el término municipal existen los siguientes núcleos de población:
- Costa de Madrid, zona urbanizada junto al embalse de San Juan.
- San Ramón, una urbanización de lujo muy próxima a la anterior, aunque tienen el acceso por zonas totalmente distantes. La primera se accede por el paraje denominado Virgen de la Nueva, al norte del pueblo, y para poder ir a la segunda hay que hacerlo por Pelayos de la Presa.
- Javacruz.

### Clima
San Martín de Valdeiglesias tiene un clima mediterráneo Csa (templado con verano seco y caluroso) según la clasificación climática de Köppen.
| Parámetros climáticos promedio de San Martín de Valdeiglesias (presa de San Juan) en el periodo 1961-2000 | Parámetros climáticos promedio de San Martín de Valdeiglesias (presa de San Juan) en el periodo 1961-2000 | Parámetros climáticos promedio de San Martín de Valdeiglesias (presa de San Juan) en el periodo 1961-2000 | Parámetros climáticos promedio de San Martín de Valdeiglesias (presa de San Juan) en el periodo 1961-2000 | Parámetros climáticos promedio de San Martín de Valdeiglesias (presa de San Juan) en el periodo 1961-2000 | Parámetros climáticos promedio de San Martín de Valdeiglesias (presa de San Juan) en el periodo 1961-2000 | Parámetros climáticos promedio de San Martín de Valdeiglesias (presa de San Juan) en el periodo 1961-2000 | Parámetros climáticos promedio de San Martín de Valdeiglesias (presa de San Juan) en el periodo 1961-2000 | Parámetros climáticos promedio de San Martín de Valdeiglesias (presa de San Juan) en el periodo 1961-2000 | Parámetros climáticos promedio de San Martín de Valdeiglesias (presa de San Juan) en el periodo 1961-2000 | Parámetros climáticos promedio de San Martín de Valdeiglesias (presa de San Juan) en el periodo 1961-2000 | Parámetros climáticos promedio de San Martín de Valdeiglesias (presa de San Juan) en el periodo 1961-2000 | Parámetros climáticos promedio de San Martín de Valdeiglesias (presa de San Juan) en el periodo 1961-2000 | Parámetros climáticos promedio de San Martín de Valdeiglesias (presa de San Juan) en el periodo 1961-2000 |
| Mes | Ene. | Feb. | Mar. | Abr. | May. | Jun. | Jul. | Ago. | Sep. | Oct. | Nov. | Dic. | Anual |
| --- | --- | --- | --- | --- | --- | --- | --- | --- | --- | --- | --- | --- | --- |
| Temp. media (°C) | 6.5 | 8.2 | 11.2 | 13.0 | 17.0 | 22.0 | 25.6 | 25.2 | 21.3 | 15.5 | 10.4 | 7.7 | 15.3 |
| Precipitación total (mm) | 58.4 | 47.8 | 34.6 | 50.1 | 47.3 | 29.1 | 10.4 | 11.8 | 28.1 | 56.1 | 73.5 | 63.9 | 511.2 |
| Fuente: Ministerio de Agricultura, Alimentación y Medio Ambiente. Datos de precipitación para el periodo 1961-2000 y de temperatura para el periodo 1974-2000 en San Martín de Valdeiglesias 9 de octubre de 2012 | | | | | | | | | | | | | |

### Playas

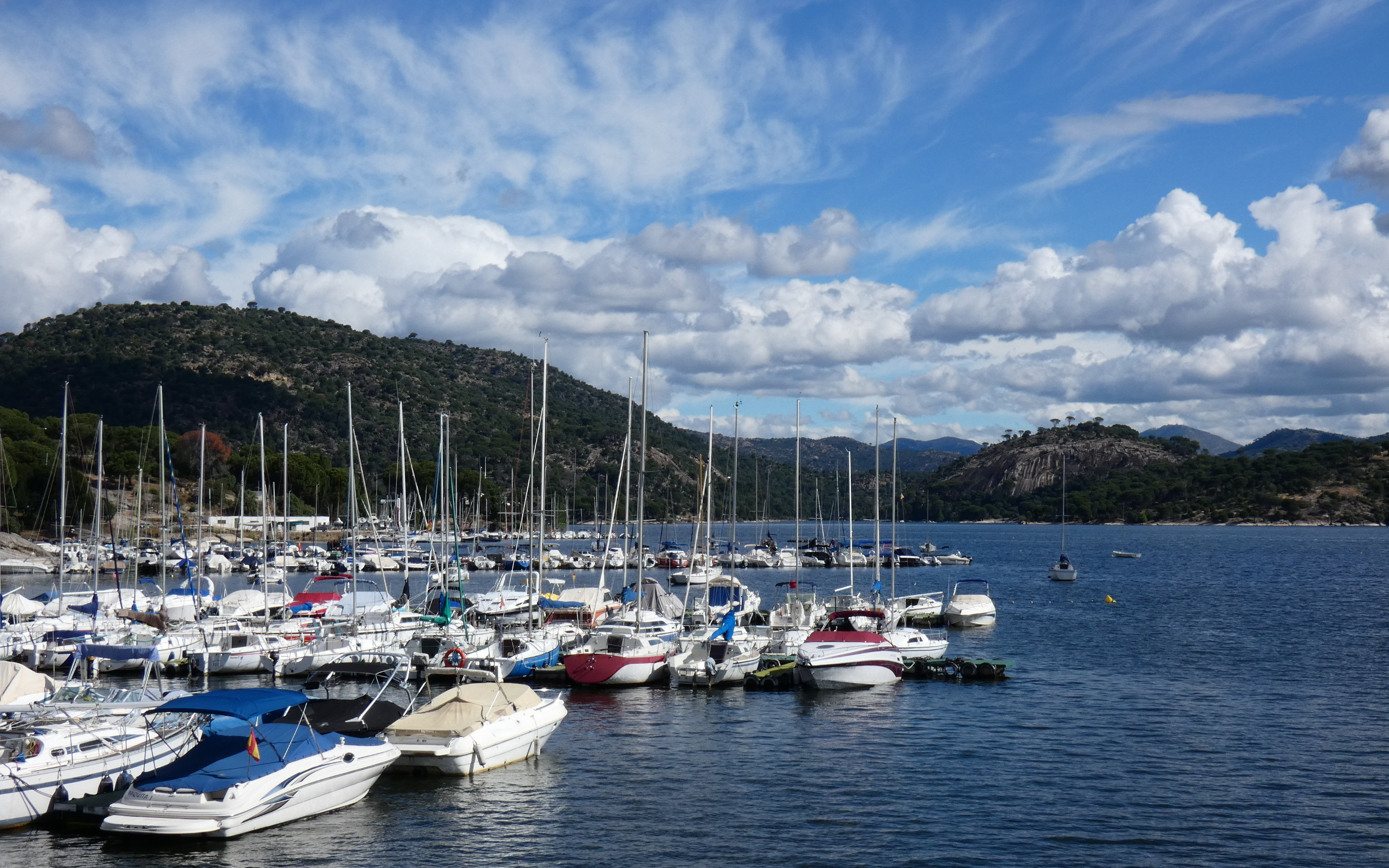
Puerto deportivo de la playa Virgen de la Nueva

En el municipio se encuentra la playa Virgen de la Nueva, que cuenta con el distintivo de bandera azul desde 2018 (y conservado en 2019, 2020 y 2021). Esta playa forma parte de los 14 kilómetros de costa de la comunidad autónoma. El municipio alberga instalaciones del Real Club Náutico de Madrid.

## Historia
Aun contando con vestigios anteriores, la entrada de San Martín de Valdeiglesias en la historia comienza en el siglo XIII, cuando se formó una pequeña aldea alrededor de una ermita bajo la advocación de San Martín de Tours. Todo ello, en consonancia con los intereses del monasterio de Santa María de Valdeiglesias (Pelayos de la Presa), que fue el verdadero impulsor y aglutinador de la colonización de todo el valle de Valdeiglesias. De entre todas las aldeas pertenecientes a dicho monasterio, fue la de San Martín la que más se desarrolló. En algún año del siglo XIV los monjes le dieron el título de villa, con fuero y privilegios.

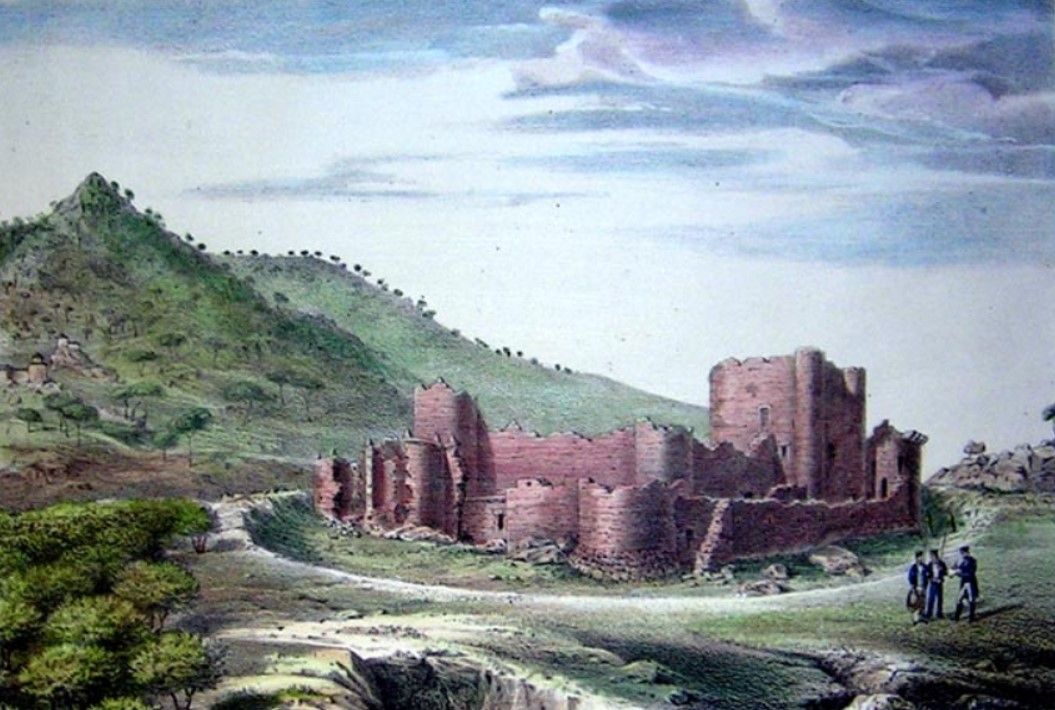
Vista del castillo de la Coracera

La localidad tuvo gran esplendor en la Edad Media que se refleja en su casco urbano. La ciudad se levanta en la ladera de un cerro, resultando un entramado de calles en cuesta; en la cima del cerro destaca la silueta del viejo castillo. La ciudad así configurada resultaba fácilmente defendible en otras épocas. En 1430 se produjo una revuelta campesina contra el monasterio, lo que fue aprovechado por Álvaro de Luna, primado de Juan II y Condestable de Castilla, para finalmente poner a San Martín de Valdeiglesias bajo su señorío (1434), con lo que se ampliaron las propiedades que ya poseía en la comarca (Escalona o Cadalso).
Su castillo de la Coracera data del siglo XV, siendo algo posterior al momento de posesión de San Martín de Valdeiglesias por parte de Álvaro de Luna. Su denominación proviene de uno de sus propietarios, Juan Antonio Corcuera. Fue una errata en un folleto publicitario de los años setenta la que dio origen a su actual denominación.
En 2017 su población ascendía a 8298 habitantes.

## Demografía
Cuenta con una población de 9159 habitantes (INE 2024).
| Gráfica de evolución demográfica de San Martín de Valdeiglesias entre 1842 y 2021                                   |
| |
| Población de derecho según los censos de población del INE Población de hecho según los censos de población del INE |

La población ha crecido a un ritmo constante en los últimos años, frente al estancamiento que sufrió durante la mayor parte del siglo XX debido al éxodo rural.
En verano, fundamentalmente el mes de agosto, la llegada de población flotante hace que residan en San Martín hasta 15 000 personas. En esta estación suelen surgir problemas con el suministro de agua, pues la bajada del nivel del cercano pantano de San Juan hace que sea necesario reforzar los tratamientos de potabilización para mantener unos niveles de salubridad aceptables, provocando que el agua tenga un sabor desagradable.

## Economía

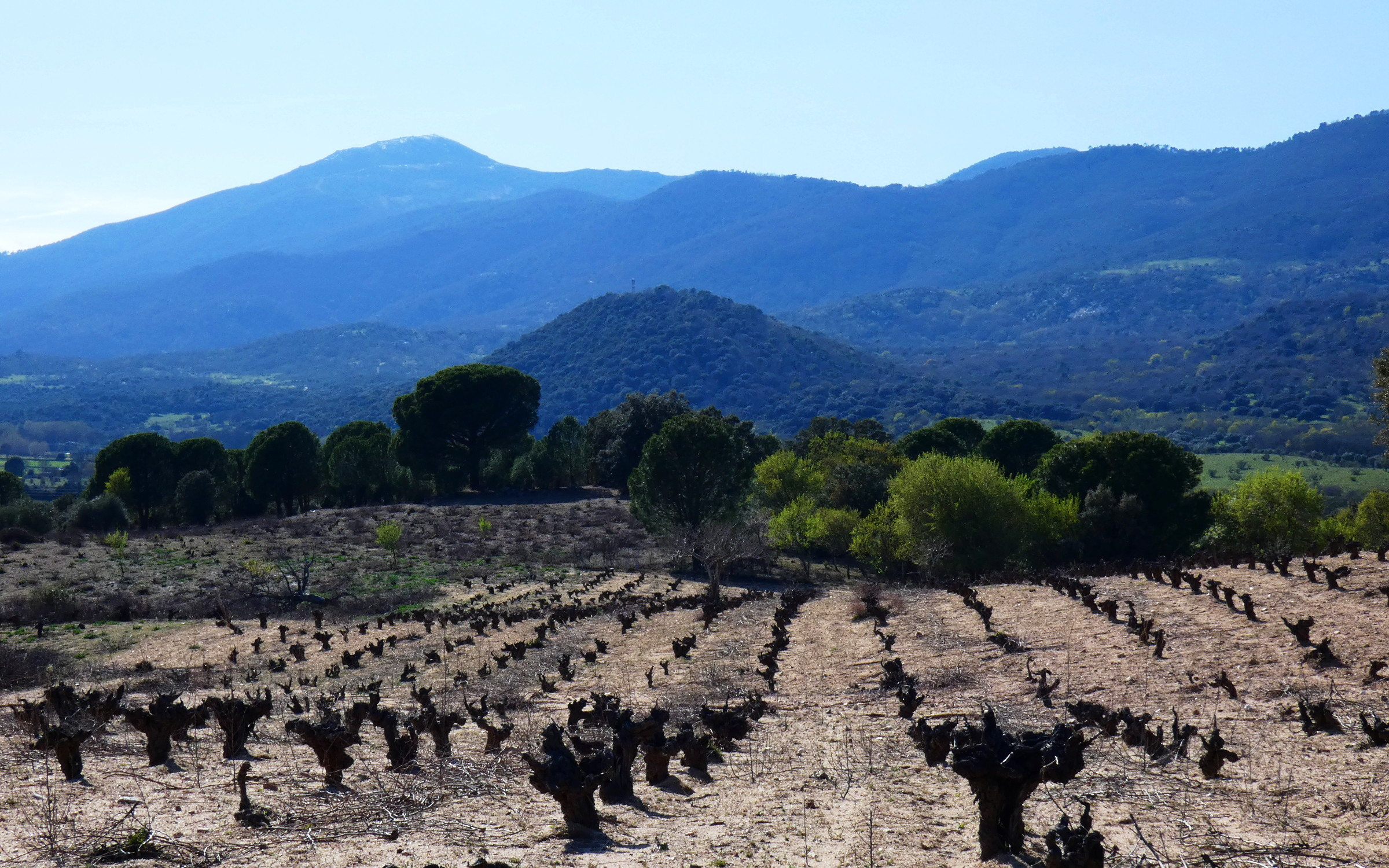
Vides al oeste de la localidad

El cultivo más tradicional es el de la vid, particularmente de las variedades de uva albillo, garnacha y tempranillo. Actualmente existen cuatro bodegas: Bodega Las Moradas de San Martín, la Bodega-Cooperativa Don Álvaro de Luna, Bodegas y Viñedos Valleyglesias y Bernabeleva.

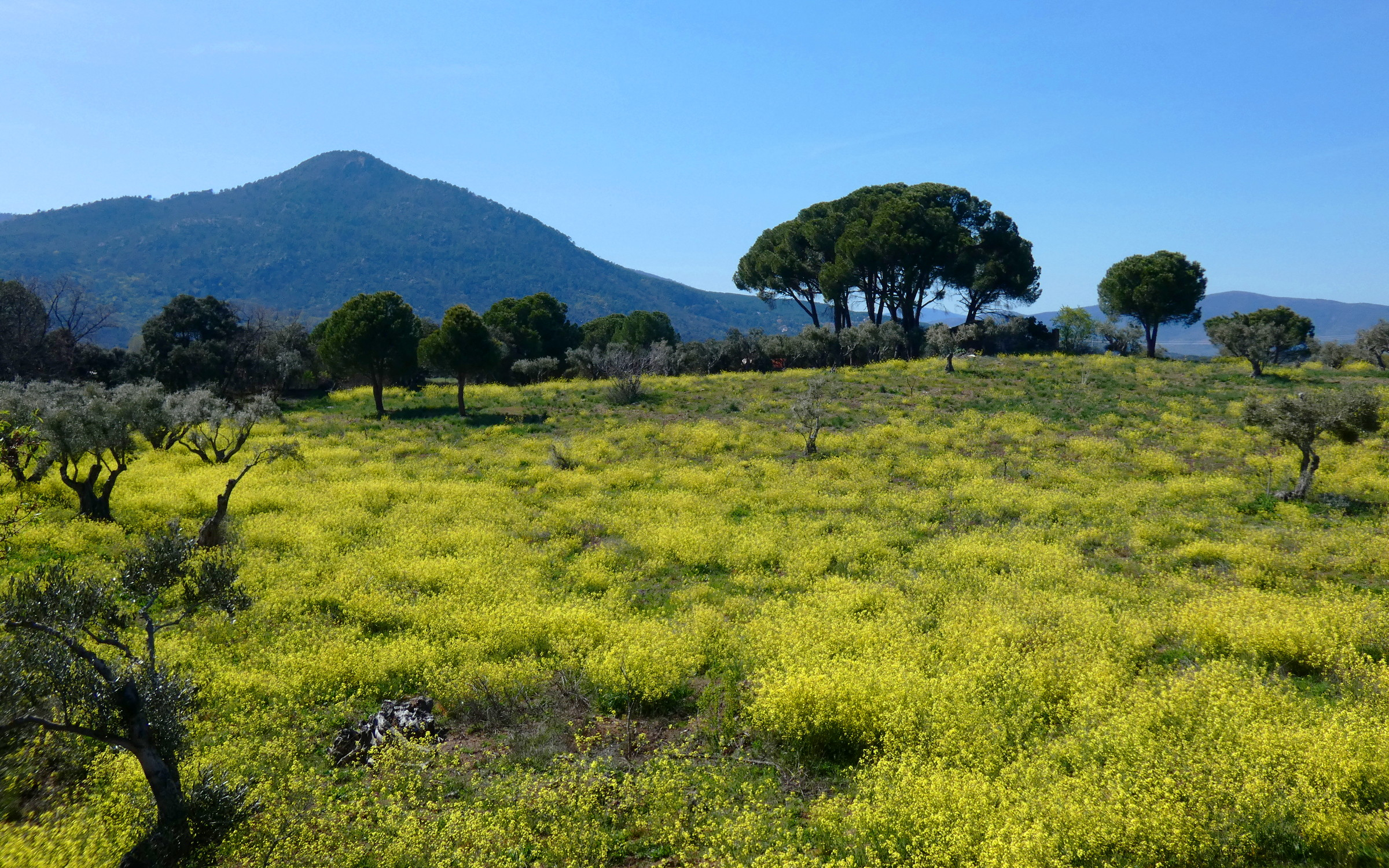
Paisaje primaveral

Además, existen importantes campos de olivares, como puede verse en la vista general de la villa y hortalizas, y tiene un importante turismo gracias al embalse de San Juan. Hay un polígono industrial (en expansión) y varios negocios del sector de construcción y servicios que ofrecen algunos puestos de trabajo a los ciudadanos del pueblo. La mayor parte de la población activa se traslada a trabajar a Madrid.
El paro registrado en el municipio es del 3,75 % (3,00 % de media en la comunidad), frente a 25,22 % de afiliados a la Seguridad Social (48,21 % de media en la comunidad). Los peores datos son los del paro joven: un 17,08 % frente al 11,01 % que hay de media en la comunidad.

## Servicios

### Educación
En San Martín de Valdeiglesias hay: Casita de Niños La Luna y Escuela Infantil El Olivar, CEIP Virgen de la Nueva y CEIP San Martín de Tours, IES Pedro de Tolosa, e CEPA San Martín de Valdeiglesias, una Escuela Oficial de Idiomas, una escuela municipal de idiomas, UNED y Escuela Municipal de Música y Danza Maestro Joaquín Rodrigo.

### Comunicaciones

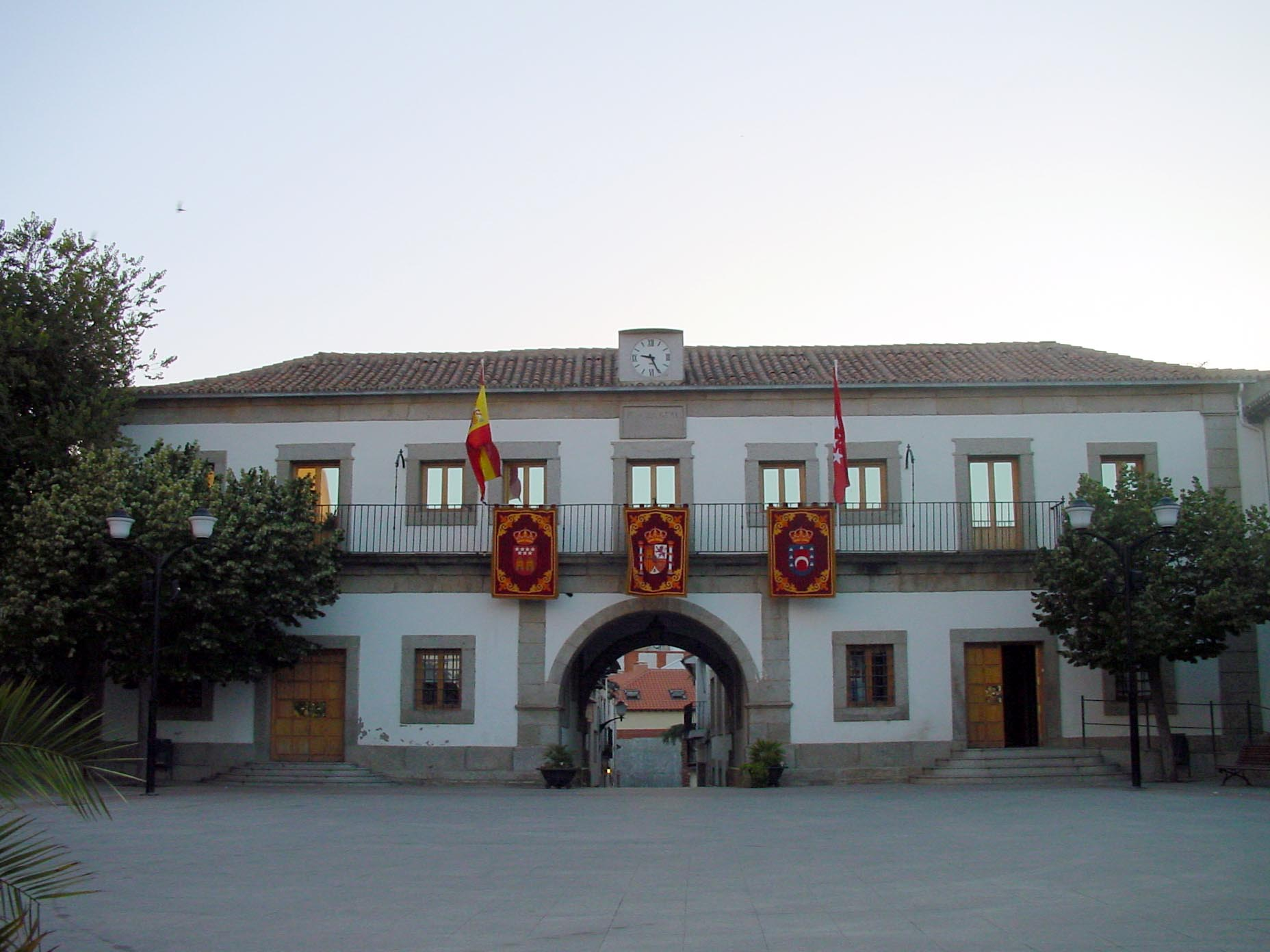
Casa consistorial

El principal acceso a esta comarca desde Madrid consiste en la autovía de los Pantanos (M-501), que parte del nexo M-40-M-511 entre Boadilla del Monte y la Ciudad de la Imagen de Madrid. También se puede acceder desde la autovía del Suroeste si se toma la M-506 en Alcorcón, pero el viajero se encontrará con una sucesión de rotondas que pueden retrasarle. La autovía termina en Navas del Rey, y los aproximadamente 20 kilómetros restantes son de carretera de un carril por sentido. El recorrido completo desde el inicio de la M-501 lleva aproximadamente una hora. En transporte público se llega desde la estación de Príncipe Pío en la línea de autobuses 551 (CEVESA).
Desde Ávila y Toledo, el mejor acceso es la carretera N-403 que comunica ambas capitales de provincia pasando por San Martín de Valdeiglesias.

## Símbolos
El escudo heráldico que representa al municipio fue aprobado oficialmente por decreto el 26 de diciembre de 1975. El blasón publicado en el Boletín Oficial del Estado es el siguiente:

Escudo de gules, creciente de plata, ranversado; bordadura de azur, cargada de siete capillas iguales, de plata. Al timbre, corona real cerrada.
Boletín Oficial del Estado nº 25 de 29 de enero de 1976

El creciente de plata alude a las armas de Álvaro de Luna y las capillas de la bordura a las iglesias que dieron nombre al valle; pese a la mención a «7 iglesias» de la tradición, el número específico de eremitorios no se conoce con certeza.
El diseño de la bandera fue aprobado el 25 de junio de 2009. Su descripción es la siguiente:

Bandera de proporciones 2:3, terciada en bajo, doble al centro, azul, blanca y verde, cargada en su centro con el escudo municipal.
Boletín Oficial del Estado nº 224 de 16 de septiembre de 2009

## Patrimonio

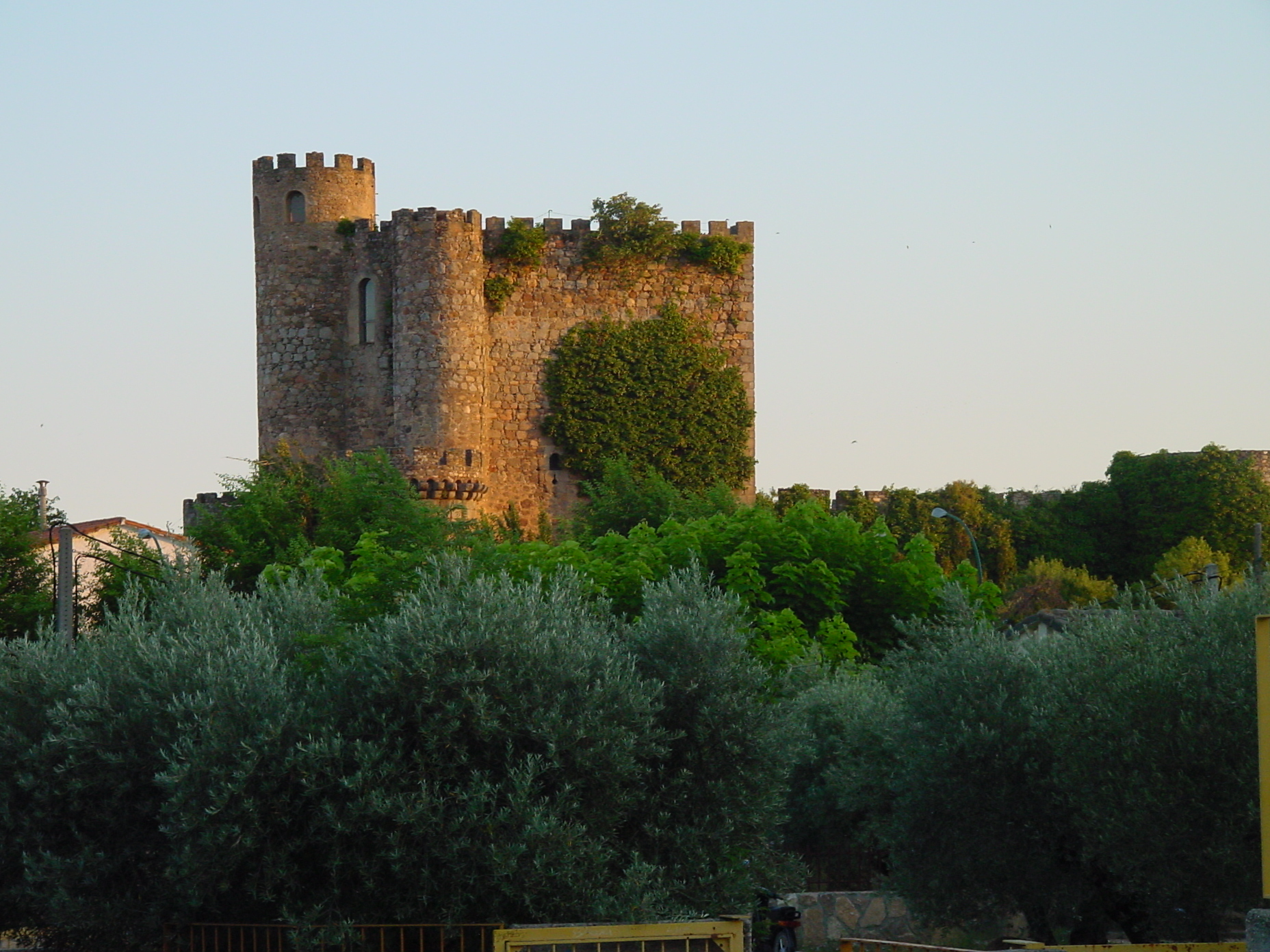
Castillo de la Coracera

Forman parte del patrimonio arquitectónico del municipio las ermitas del Ecce Homo, de Nuestra Señora de la Salud, del Rosario, de la Sangre y del Santísimo Cristo del Humilladero, y la iglesia de San Martín Obispo (renacentista de estilo herreriano) diseñada por Pedro de Tolosa, aparejador de Juan de Herrera para la construcción del monasterio de San Lorenzo de El Escorial.
Una de las construcciones más significativas es el castillo de la Coracera. Se trata de una fortificación de finales del siglo XV; siendo, por tanto, posterior al momento en que San Martín de Valdeiglesias perteneció a Álvaro de Luna Mal llamado el castillo de la Coracera por su pertenencia a la familia Corcuera; por derivación se extendió el término. Destaca la fachada renacentista del patio de armas y el cuerpo adosado a la torre del homenaje.

### Tradiciones
El folclore de San Martín de Valdeiglesias se mantiene vivo gracias al esfuerzo de la Asociación Cultural Grupo de Jotas María de la Nueva, que desde 1979/80 se encarga de recopilar y difundir su música y danza por toda la geografía nacional. Esta asociación realiza un festival folclórico anual, donde se muestran las jotas típicas de este Municipio y las de otros lugares de España.
Este Grupo de Jotas, tiene en su repertorio multitud de canciones y jotas, entre las que se encuentran las típicas de esta localidad: Jota de San Martín de Valdeiglesias, Canto de Vendimia, Canto de Carnaval, Himno y Jota a San Martín, villancicos autóctonos y tradicionales, etc. Estas danzas se realizan con distintos trajes y atavíos acordes a la época. Las canciones están recogidas en dos grabaciones discográficas.

Para festejar su XXV Aniversario y en honor de su patrona la Virgen de la Nueva, el Lunes de Pascua, presentan y editan una misa cantada a ritmo de jota, con canciones compuestas por los miembros de esta asociación.

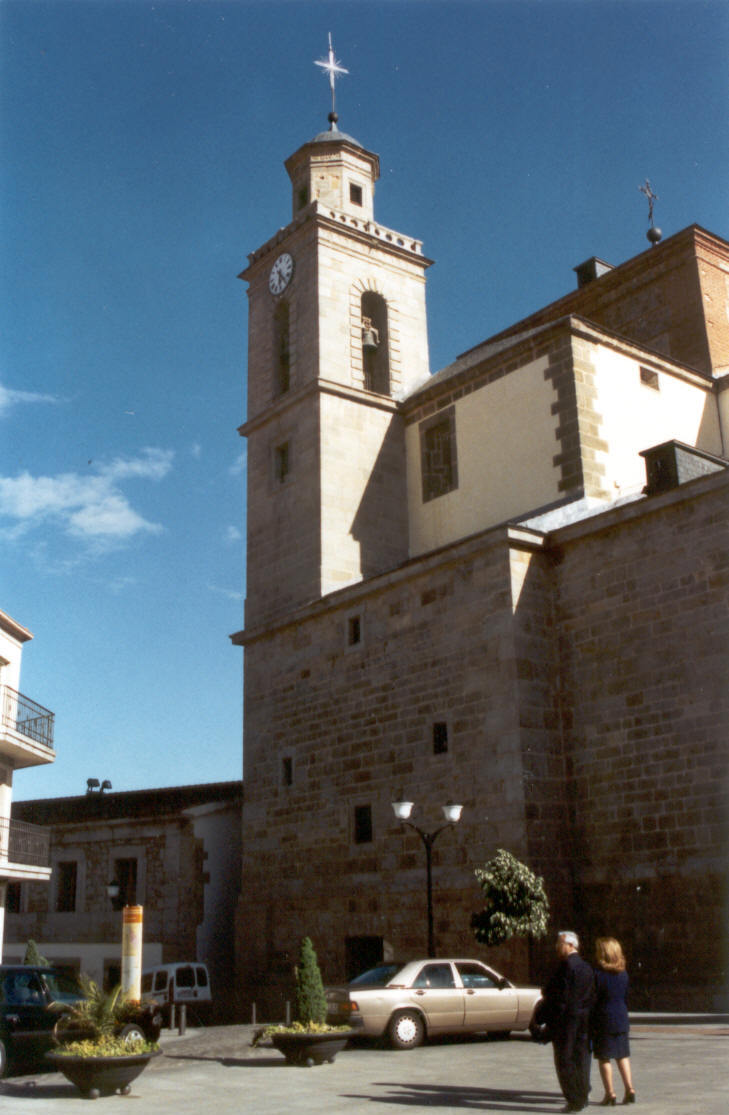
Iglesia en la localidad

Tiene en su haber la realización del libro Folclore musical de San Martín de Valdeiglesias, en el que por primera vez se recopilan y partituran las jotas de San Martín y se cuenta de cuándo datan, siendo sus comienzos en torno a la Romería de Nuestra Señora la Virgen de la Nueva.
También hay un coro que canta zarzuela que ha ido en varias ocasiones de gira.

### Fiestas
- Fiesta del Patrón 11 de noviembre, San Martín de Tours.
- Fiestas en honor de la Patrona del 7 al 12 de septiembre.
- Fiesta de la Patrona Ntra. Sra. la Virgen de la Nueva 8 de septiembre.
- Lunes de Pascua, Romería en honor a la Virgen de la Nueva (la Patrona).

### Gastronomía
Miguel de Cervantes habla de los magníficos vinos de la localidad en varias de sus obras literarias. En el primer capítulo de la novela El Capitán Alatriste de Arturo Pérez-Reverte también se menciona al vino de San Martín de Valdeiglesias. Se dice que el cuadro de Goya titulado La Vendimia representa a San Martín de Valdeiglesias.
En la gastronomía de la localidad se encuentran platos como las patatas revolconas y dulces como arrope y retorcidos.

### En la cultura popular
San Martín de Valdeiglesias ha sido escenario de diversos rodajes. Ha aparecido en series como Águila Roja, de TVE, y Los hombres de Paco, de Antena 3. También ha servido como localización para películas como El oro de Moscú (2003) y La ardilla roja (1993), de Julio Medem. Los vinos de San Martín aparecen mencionados en El Quijote.

## Administración y política
En las elecciones celebradas el 28 de mayo de 2023, el Partido Popular (PP) obtuvo el 44,74 % de los votos, es decir, 1881 votos. Por otro lado, el Partido Socialista Obrero Español (PSOE) obtuvo 1786 votos, lo que se traduce en un 42,48 % de los votos totales. Las candidaturas de "Convivencia por San Martín de Valdeiglesias" (IU-Podemos-AV) y Vox, no obtuvieron representación al no superar su porcentaje de votos el umbral mínimo para ello.
Aránzazu Povedano obtuvo la alcaldía con 7 concejales de los 13 que se disputaban, una mayoría absoluta. Este fue el segundo mandato consecutivo del Partido Popular tras 2019.
| Periodo   | Nombre                           | Partido | Partido         |
| --------- | -------------------------------- | ------- | --------------- |
| 1979-1983 | Emilio Nogueira Rivera           |         | PSOE            |
| 1983-1987 | José Luis Álvarez de Francisco   |         | Alianza Popular |
| 1987-2007 | José Luis García Sánchez         |         | PSOE            |
| 2007-2011 | Pablo Martín Cabezuela           |         | Partido Popular |
| 2011-2015 | José Luis García Sánchez         |         | PSOE            |
| 2015-2019 | María Luz Lastras Parras         |         | PSOE            |
| 2019-2023 | María Mercedes Zarzalejo Carbajo |         | Partido Popular |
| 2023-act. | Aránzazu Povedano Fraguela       |         | Partido Popular |

| Partido político                          | 2023  | 2023  | 2023       | 2019  | 2019  | 2019       | 2015  | 2015  | 2015       | 2011  | 2011  | 2011       | 2007  | 2007  | 2007       | 2003  | 2003  | 2003       |
| Partido político                          | %     | Votos | Concejales | %     | Votos | Concejales | %     | Votos | Concejales | %     | Votos | Concejales | %     | Votos | Concejales | %     | Votos | Concejales |
| Partido Popular (PP)                      | 44,74 | 1881  | 7          | 39,65 | 1652  | 6          | 35,24 | 1372  | 5          | 35,21 | 1485  | 5          | 32,02 | 1291  | 5          | 38,29 | 1467  | 5          |
| Partido Socialista Obrero Español (PSOE)  | 42,48 | 1786  | 6          | 40,75 | 1698  | 6          | 48,03 | 1870  | 7          | 45,01 | 1898  | 7          | 43,75 | 1764  | 6          | 52,39 | 2007  | 7          |
| Izquierda Unida (IU)                      | 5,63  | 237   | 0          | 3,84  | 160   | 0          | 8,96  | 349   | 1          | 4,88  | 206   | 0          | 6,10  | 246   | 0          | 6,68  | 256   | 1          |
| Unión de Ciudadanos Independientes (UCIN) | –     | –     | –          | 6,67  | 278   | 1          | –     | –     | –          | –     | –     | –          | –     | –     | –          | –     | –     | –          |
| Agrupación Ciudadana de San Martín (ACS)  | –     | –     | –          | –     | –     | –          | –     | –     | –          | 6,17  | 260   | 1          | 12,80 | 516   | 2          | –     | –     | –          |

| Partido político | Partido político                          | 1979   | 1983   | 1987   | 1991   | 1995   | 1999   | 2003   | 2007   | 2011   | 2015   | 2019   | 2023   |
| Partido político | Partido político                          | Ediles | Ediles | Ediles | Ediles | Ediles | Ediles | Ediles | Ediles | Ediles | Ediles | Ediles | Ediles |
|                  | Partido Socialista Obrero Español (PSOE)  | 4      | 4      | 8      | 9      | 8      | 8      | 7      | 6      | 7      | 7      | 6      | 6      |
|                  | Unión de Centro Democrático (UCD)         | 3      | —      | —      | —      | —      | —      | —      | —      | —      | —      | —      | —      |
|                  | Reforma Social Independiente (RSI)        | 2      | —      | —      | —      | —      | —      | —      | —      | —      | —      | —      | —      |
|                  | Unión Popular Independiente (UPI)         | 1      | —      | —      | —      | —      | —      | —      | —      | —      | —      | —      | —      |
|                  | Partido Comunista de España (PCE)         | 1      | —      | —      | —      | —      | —      | —      | —      | —      | —      | —      | —      |
|                  | Coalición Popular (CP)                    | —      | 6      | —      | —      | —      | —      | —      | —      | —      | —      | —      | —      |
|                  | Centro Democrático y Social (CDS)         | —      | 1      | —      | —      | —      | —      | —      | —      | —      | —      | —      | —      |
|                  | Alianza Popular                           | —      | —      | 5      | —      | —      | —      | —      | —      | —      | —      | —      | —      |
|                  | Partido Popular (PP)                      | —      | —      | —      | 4      | 4      | 5      | 5      | 5      | 5      | 5      | 6      | 7      |
|                  | Izquierda Unida (IU)                      | —      | —      | —      | —      | 1      | —      | 1      | —      | —      | —      | —      | —      |
|                  | Agrupación Ciudadana de San Martín (ACS)  | —      | —      | —      | —      | —      | —      | —      | 2      | 1      | —      | —      | —      |
|                  | Coalición Izquierda Unida-Los Verdes      | —      | —      | —      | —      | —      | —      | —      | —      | —      | 1      | —      | —      |
|                  | Unión de Ciudadanos Independientes (UCIN) | —      | —      | —      | —      | —      | —      | —      | —      | —      | —      | 1      | —      |